# Paseo de Recoletos
Il Paseo de Recoletos è, nonostante la breve lunghezza (poco più di 500 metri) uno dei boulevard principali di Madrid (Spagna). Va da sud a nord dalla Plaza de Cibeles alla Plaza de Colón. Il paseo forma parte dell'asse centrale della città che continua a nord come Paseo de la Castellana, e a sud come Paseo del Prado.

Posizione del Paseo de Recoletos nella mappa distrettuale del comune di Madrid

## Storia
Durante il regno di Carlos III, le riforme urbanistiche di Madrid si pianificarono in quella che allora era la periferia della città: il Prado Viejo (attuale Paseo del Prado) che, nonostante fosse un paseo molto popolare era andato via via in stato di abbandono e stava perdendo la sua primitiva funzione di luogo di svago.
Il Salón del Prado, come si chiamò questa grande riforma, coprì il corso d'acqua che lo attraversava, (arroyo de Valnegral), convertendo questa zona, profusamente alberata, in un viale con giardini e fontane. L'idea fu promossa dal Conde de Aranda, presidente del Consejo de Castilla, e i lavori cominciarono nel 1763. Si trattava di integrare in modo unitario i frammenti dispersi dello spazio di transizione tra la città e il complesso del Buen Retiro, mediante la creazione di uno spazio limitato e abbellito da fontane e viali alberati.
Il Salón del Prado fu voluto urbanisticamente da José de Hermosilla, il quale progettò una pianta longitudinale, con grandi fontane da tratto a tratto (Cibele, Nettuno e le Quattro Stagioni o di Apollo). Le fontane e gli elementi decorativi furono progettati da Ventura Rodríguez, e lavorarono sulle sculture gli scultori più in voga del momento.
Il viale prende il nome dal convento dell'ordine degli "agustinos recoletos", costruito nella zona nel 1592. Originariamente terminava nella Puerta de Recoletos, porta di stile barocco costruita sotto il regno di Ferdinando VI nel 1756 e smantellata nel 1863.
Nel febbraio 2002, l'architetto portoghese Álvaro Siza vinse il concorso internazionale indetto dal comune di Madrid per il rimodellamento dell'asse Recoletos-Prado e del suo intorno; il progetto si ispira alla concezionr originale del Salón del Prado e prevede l'ampliamento degli spazi pedonali, l'incremento delle zone verdi e la soppressione delle barriere architettoniche.

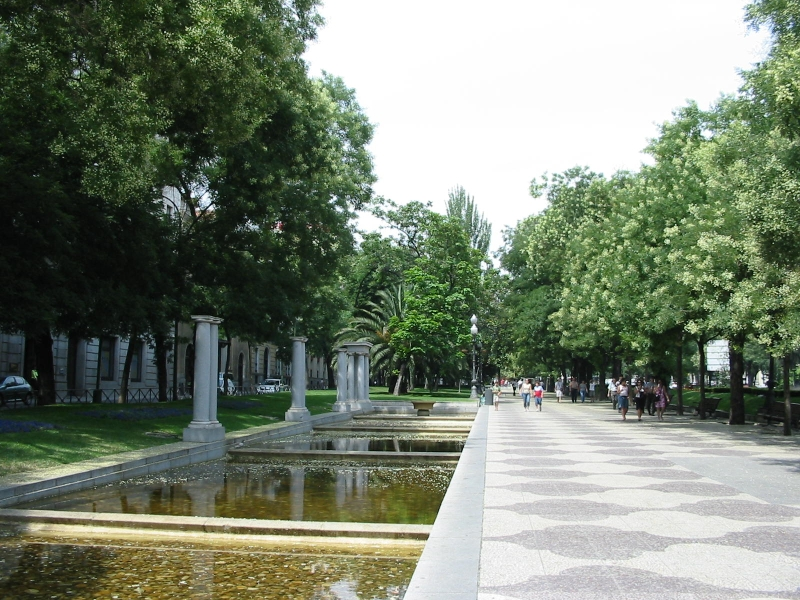
Il celebre viale alberato

## Cultura e turismo
Il viale presenta un'importante mediana centrale pedonale, piena di giardini, statue, fontane, e qualche locale all'aperto come la Terraza Recoletos, il Café El Espejo o i tavolini dello storico Café Gijón. In questo viale pedonale avvengono durante l'anno alcuni eventi:
- Mercato del Libro Antico e d'Occasione di Madrid
- Mercatino dell'Artigianato
- Mercato d'autunno del Libro Vecchio e Antico di Madrid
- Ogni 27 marzo si festeggia il Día Mundial del Teatro (giorno mondiale del teatro), e una sciarpa bianca viene collocata alla statua di Valle-Inclán.[1]

### Edifici
I principali edifici del Paseo de Recoletos sono:
- Il Palacio de Linares o Palacio del Marqués de Linares, in un angolo della Plaza de Cibeles, costruito nel 1873 dall'architetto Carlos Colubí. Attualmente è la sede della Casa de América.
- La Casa del Tesoro, costruita intorno al 1568, ospita dal 1711 la Biblioteca Nacional e il Museo Arqueológico Nacional de España (nella facciata opposta, nella calle Serrano).
- Il Palacio del Marqués de Salamanca, costruito tra il 1846 e il 1855 dall'architetto Narciso Pascual y Colomer.
- Il convento di San Pascual (o di San Pascual Bailón), originario del XVII secolo, ma demolito e ricostruito nel XIX.
- Il Palacio de Elduayen, costruito tra il 1890 e il 1895.
- Il Palacio de la Duquesa de Medina de las Torres, tra il 1881 e il 1884.
- Il Palacio de López Dóriga y Salaverria, dell'architetto Francisco de Cubas attorno al 1872.
- Il Palacio del Marqués de Alcañices, anche conosciuto come del Duque de Sesto, ricostruito nel 1865.